# Ihor Olehovics Kirjuhancev
Ihor Olehovics Kirjuhancev (ukránul: Ігор Олегович Кирюханцев Makijivka, 1996. január 29. –) ukrán utánpótlás-válogatott labdarúgó, a Sahtar Doneck játékosa.

## Pályafutása

### Klubcsapatokban
Kirjuhancev az ukrán Sahtar Doneck akadémiáján nevelkedett; 2015-ben az U19-es csapattal döntős volt a UEFA Ifjúsági Ligában. Az ukrán élvonalban 2017 májusában debütált egy Olekszandrija elleni mérkőzésen. 2017 és 2021 között az ukrán élvonalbeli Mariupol csapatában futballozott kölcsönben, hetvenkét bajnoki mérkőzésen három gólt szerzett. 2021-ben az Olekszandrija labdarúgója volt kölcsönben.

### Válogatott
Többszörös ukrán korosztályos válogatott, tagja volt a 2013-as U17-es labdarúgó-Európa-bajnokságon és a 2015-ös U19-es labdarúgó-Európa-bajnokságon szerepelt csapatoknak.

## Sikerei, díjai
Sahtar Doneck 
- UEFA Ifjúsági Liga döntős: 2014–2015